# Monomorium talbotae
Monomorium talbotae је инсект из реда Hymenoptera и фамилије Formicidae. 

## Угроженост
Ова врста се сматра рањивом у погледу угрожености врсте од изумирања.

## Распрострањење
Сједињене Америчке Државе су једино познато природно станиште врсте.

## Станиште
Врста Monomorium talbotae има станиште на копну.